# Mozaïekvirus

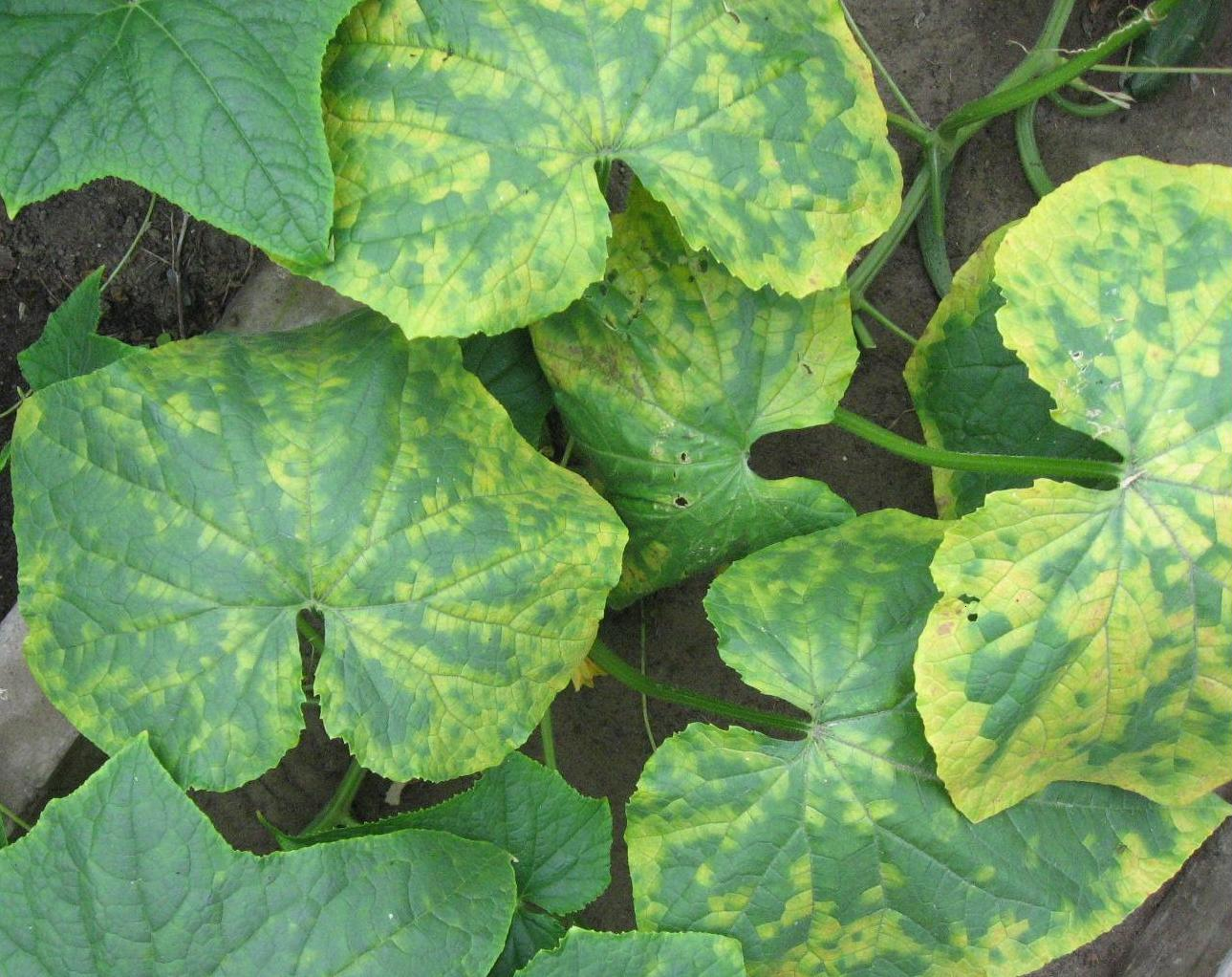
Een komkommerplant besmet met het Komkommermozaïekvirus (CMV)

Mozaïekvirus is een verzamelnaam voor een groep zeer schadelijke en wijdverbreide plantenvirussen. 
Mozaïekvirussen kunnen niet worden samengebracht onder één taxon en hebben hun verzamelnaam slechts te danken aan het mozaïekpatroon dat zij op hun gastheer achterlaten. Dit patroon bestaat uit lichte en donkergroene, en vaak ook gele plekjes die niet van nature op de aangetaste plant voorkomen. De oorzaak hiervan ligt in de verstoring van de bladgroenhuishouding. Daarnaast krullen bladeren vaak op en ontwikkelen ze verdorde plekken, zoals bij het tabaksmozaïekvirus bijvoorbeeld het geval is. Uiteindelijk vergelen de bladeren helemaal, ontstaan er misvormingen aan de wortels, scheuten, bladeren en vruchten, en verwelkt de besmette plant.
Mozaïekvirussen worden onder andere verspreid door tripsen, cicaden, komkommerkevers en bladluizen, wat op zichzelf al plagen zijn. Besmetting met een mozaïekvirus is dan ook buitengewoon schadelijk voor een gewas. Economisch gezien is het grootste probleem echter dat de vrucht van het besmette gewas een bittere smaak krijgt, wat bijvoorbeeld het geval is bij de komkommerplant (die besmet kan zijn met het komkommermozaïekvirus). Dergelijke komkommers (en andere vruchten) worden daardoor onverkoopbaar, wat samen met de lagere opbrengst van besmette gewassen een lagere omzet in de tuinbouw tot gevolg heeft. Overige vormen van besmetting zijn via gereedschap dat in aanraking is geweest met een besmette plant, schimmels en aaltjes in de grond, via zaad van besmette planten en door onkruidgewassen.
Tabak die gemaakt is van tabaksplanten besmet met tabaksmozaïekvirus is niet gevaarlijk voor mensen en smaakt niet anders dan onaangetaste tabak. Omdat vrijwel elke tabaksplant besmet is met het virus bevatten sigaretten en andere tabaksproducten vaak aantoonbare hoeveelheden tabaksmozaïekvirus.

## Diverse soorten mozaïekvirussen
| Naam                      | Geslacht    | Afkorting (ICTV) |
| ------------------------- | ----------- | ---------------- |
| Bietenmozaïekvirus        |             | B(M)YV           |
| Courgettegeelmozaïekvirus | Potyvirus   | ZYMV             |
| Pruimensharkavirus        | Potyvirus   | PPV              |
| Tabaksmozaïekvirus        | Tobamovirus | TMV              |
| Cassavemozaïekvirus       | Begomovirus |                  |
| Komkommermozaïekvirus     |             | CMV              |
| Alfalfamozaïekvirus       |             |                  |

## Trivia
- In Nederland ontstonden in de zeventiende eeuw ten gevolge van een mozaïekvirus allerlei kleurvariaties bij de tulp. Dit leidde onder verzamelaars tot de tulpenmanie.